# Franz Xaver Hauser (Bildhauer, 1924)
Franz Xaver Hauser (* 2. November 1924 in Zammerberg; † 15. Jänner 1999 in Wien) war ein österreichischer Bildhauer.

## Leben
Der aus ärmlichen Verhältnissen stammende Franz Xaver Hauser besuchte dank Vermittlung durch den Tarrenzer Künstler Karl Siber die Schnitzschule Elbigenalp, die er mit Auszeichnung abschloss. Daran schloss er 1949/1950 die Mal- und Zeichenschule Toni Kirchmayr in Innsbruck an. Kirchmayr empfahl ihn aufgrund seines Talents Franz Santifaller an der Akademie der bildenden Künste Wien, wo er von 1950 bis 1954 bei Fritz Wotruba und Herbert Boeckl studierte. Das Geld für sein Studium verdiente er als Rossknecht in der Schweiz. Nach dem Abschluss im Jahr 1954 war er als freischaffender Künstler tätig, ab 1958 lebte er in Wien. Ab den 1960er Jahren erhielt er mehrere Aufträge für Kunstobjekte an Gemeindebauten in Wien.
Hauser unternahm Studienreisen nach Italien, Deutschland, Frankreich, Schweden, Norwegen, Dänemark, Jugoslawien und in die Schweiz. Er hatte Ausstellungen unter anderem in München, Triest, Mailand und Paris. Von 1986 bis 1990 war er Leiter der Sektion Bildhauerei der Berufsvereinigung der bildenden Künstler Österreichs.
Franz Xaver Hauser schuf Plastiken in Stein und Holz, wobei er sich früh von der Gegenständlichkeit löste. Er gilt als einer der ersten Avantgardisten aus Tirol.

## Auszeichnungen
- Berufstitel Professor, 1975
- Goldener Lorbeer des Künstlerhauses Wien, 1994[1]

## Werke

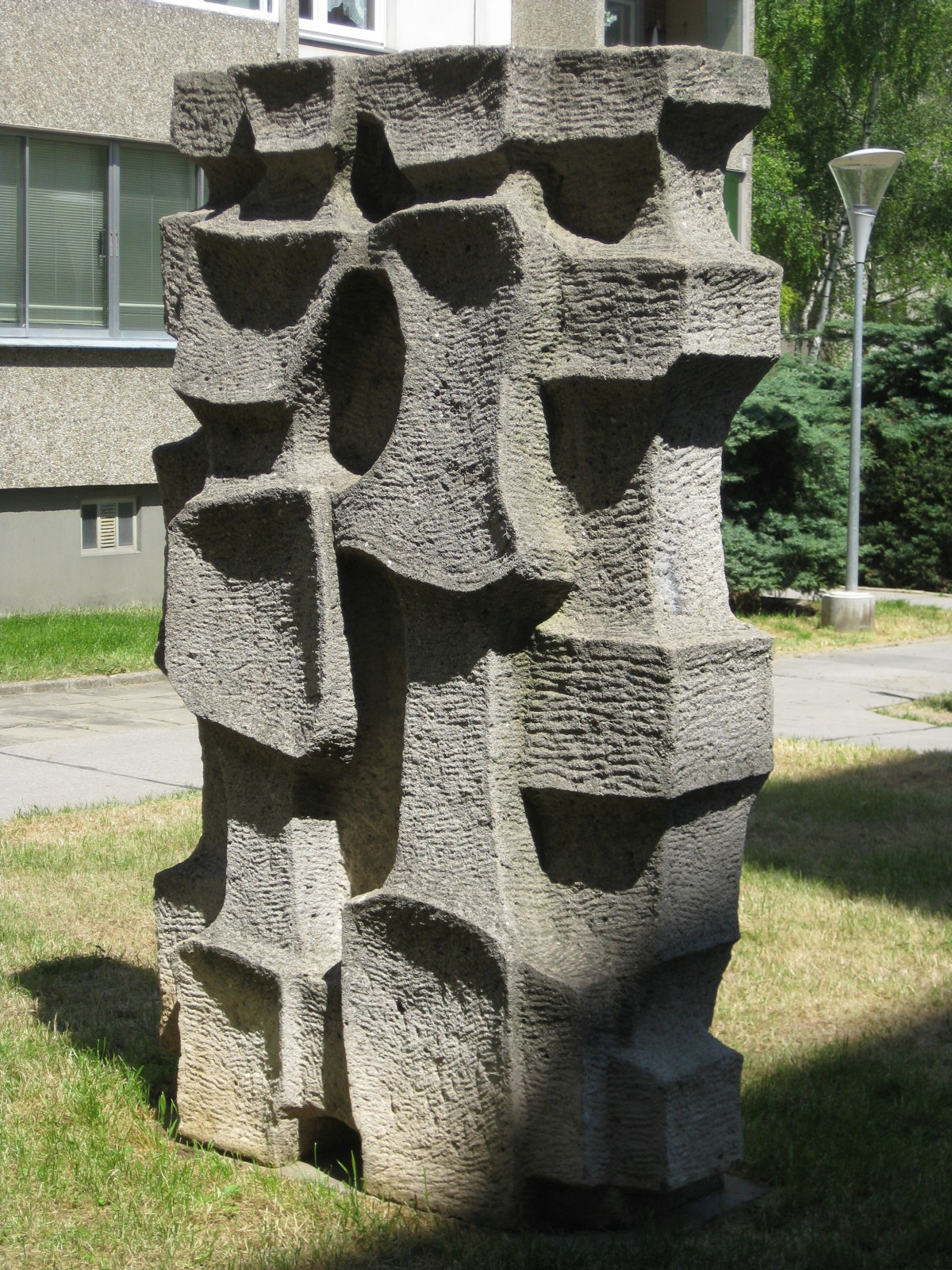
Rat der Alten, Wien-Simmering, 1973

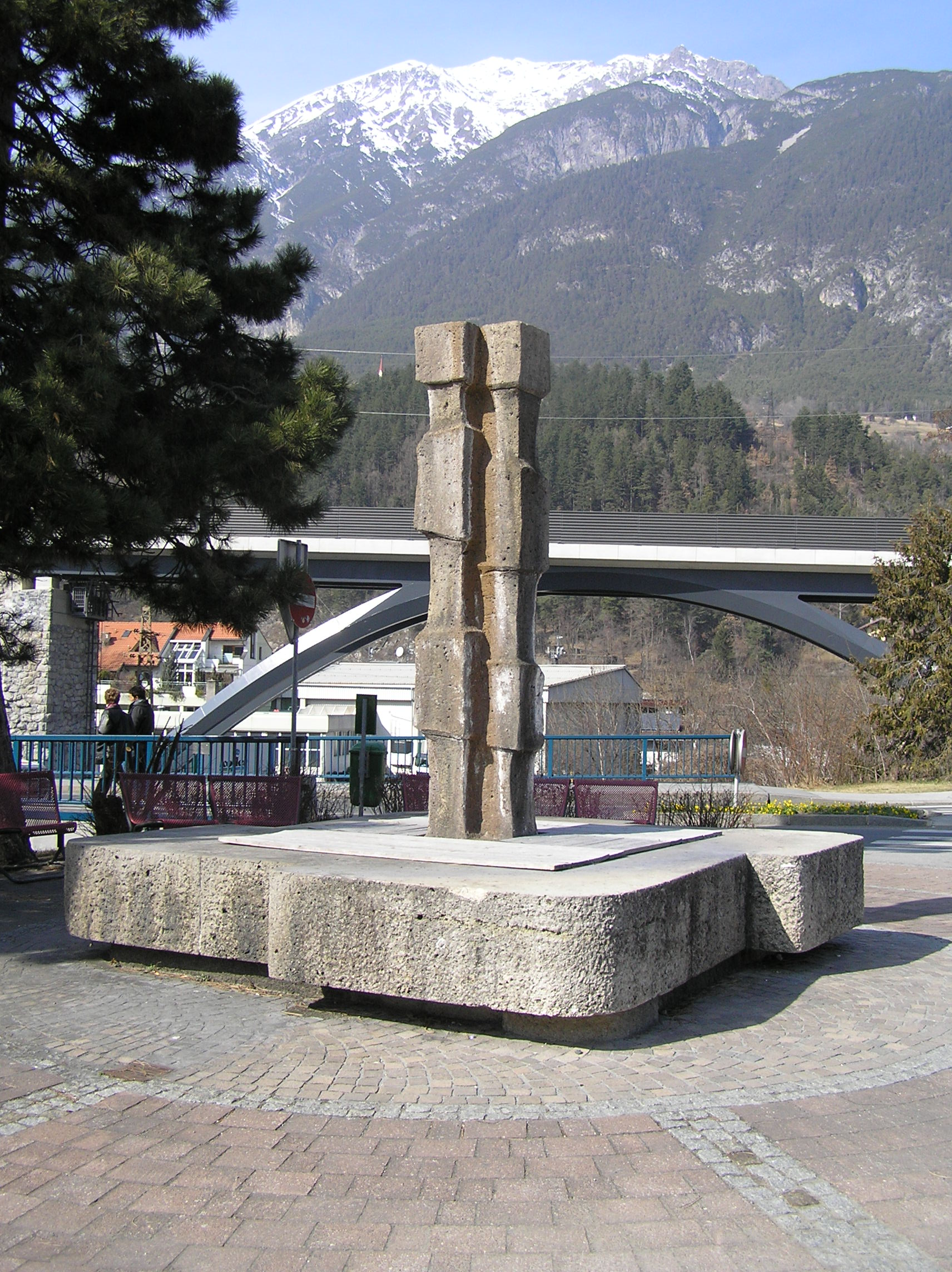
Jubiläumsbrunnen, Landeck, 1974

- Zementgussrelief Menschen und Umgebung, Gudrunstraße 105, Wien-Favoriten, 1962
- Zementgussrelief Römerzug, Meidlinger Hauptstraße 5, Wien-Meidling, 1964
- Natursteinrelief Zwei Figuren, Karmelitergasse 6, Wien-Leopoldstadt, 1965
- Natursteinrelief Menschen im Ursprung, Josefstädterstraße 105/Lerchenfelder Gürtel, Wien-Josefstadt, 1965
- Natursteinplastik Komposition, Karl-Schwed-Gasse 75, Wien-Liesing, 1966[2]
- Steinfigur des hl. Christophorus, Christophorusbrunnen, Stanz bei Landeck, 1967[3]
- Schnitzfigur des hl. Franziskus, Franziskusbrunnen, Zams, 1967[4]
- Holzschnitzreliefs, Musikpavillon Zams, 1968[5]
- Natursteinplastik Komposition, Per-Albin-Hansson-Siedlung Ost, Wien-Favoriten, 1969[6]
- Natursteinplastik Wächter (auch: Komposition), Untere Weißgerberstraße/Custozzagasse, Wien-Landstraße, 1971[7]
- Plastik Rat der Alten, Miltnerweg 9–13, Wien-Simmering, 1973[8]
- Jubiläumsbrunnen 50 Jahre Stadterhebung, Landeck, 1974[9]
- Aluminiumskulptur Eruption, Wohnhausanlage Sturgasse 7, Wien-Leopoldstadt, um 1975[10]
- Holzrelief, Magdalenenkapelle, Zams, 1976[11]
- Skulpturen am Eingang, Altersheim Landeck, um 1977 (nicht erhalten)[12]
- Freiskulptur, Wohnhausanlage Rease 4–7, Zams, 1993[13]
- Relief der Gebrüder Humboldt, Humboldtgasse 6, Wien-Favoriten